# Tom Gehrels
Tom Gehrels (22 de fevereiro de 1925 - 11 de julho de 2011) foi um astrónomo nascido nos Países Baixos radicado no Estados Unidos da América.
Tom Gehrels descobriu diversos asteroides em conjunto com o casal Cornelis Johannes van Houten e Ingrid van Houten-Groeneveld.
O asteroide 1777 Gehrels foi assim nomeado em sua homenagem.